# Oldenlandia nigrescens
Oldenlandia nigrescens är en måreväxtart som beskrevs av Ignatz Urban och Erik Leonard Ekman. Oldenlandia nigrescens ingår i släktet Oldenlandia och familjen måreväxter. Inga underarter finns listade i Catalogue of Life.